# Schweizer Blasmusikverband
Der Schweizer Blasmusikverband (SBV) (französisch Association suisse des musiques, italienisch Associazione bandistica svizzera, rätoromanisch Uniun svizra da musica) vereinigt als Dachverband 32 Mitglied- und Unterverbände und über zweitausend Blasmusikvereine der Schweiz.
Dieser wurde 1862 als Eidgenössischer Musikverein in Olten gegründet und ist der erste nationale Zusammenschluss im Blasmusikwesen Europas.

## Zweck und Tätigkeiten
Der Verband hat sich mit seinen Mitglied- und Unterverbänden das Ziel gesetzt, die Blasmusik zu fördern, die Jugend für dieses Kulturgut zu interessieren und zu begeistern sowie ihre Ausbildung zu unterstützen. Er vertritt diese Interessen gegenüber Behörden und insbesondere gegenüber den Medien und ist politisch und konfessionell neutral.
In den über 2.000 Vereinen in allen Landesteilen werden diese Ziele umgesetzt und den Mitgliedern die Möglichkeit geboten, selber Musik zu machen. In den Vereinen sind alle sozialen Schichten vertreten. Die gespielte Musik reicht von symphonischer Blasorchestermusik bis zu aktueller Unterhaltungsmusik und schliesst alle Musikstile sowie Besetzungstypen (Brass Band) ein.
Auf nationaler Ebene ist er Veranstalter des Eidgenössischen Musikfestes. Das erste Eidgenössische Musikfest führte der Eidgenössische Musikverein 1864 in Solothurn durch. Heute findet es alle fünf Jahre mit über zwanzigtausend Musikantinnen und Musikanten aus allen Regionen der Schweiz statt.
Er gibt die Verbandszeitschrift unisono Die Schweizer Zeitschrift für Blasmusik (französisch  Le magazine suisse de musique pour vents, italienisch La rivista svizzera di musica bandistica, rätoromanisch La revista svizra da musica instrumentala) heraus und pflegt eine eigene Internetseite.

## Geschichte
Die Erfindung der Ventile an den Blechblasinstrumenten um das Jahr 1820 führte zu vermehrten Gründungen von privaten Musikgesellschaften, die sich in Vereinen organisierten. Heute gibt es in fast jedem Schweizer Dorf einen Blasmusikverein als Harmoniemusik, Brass Band, in Blechbesetzung (Fanfare) oder als Metallharmonie (Fanfare mixte). Die meisten der heute noch bestehenden Vereine entstanden nach der Gründung der Eidgenössischen Blechmusikgesellschaft 1862 (ab 1905 Eidgenössischer Musikverein, seit 1989 Schweizer Blasmusikverband).
Bis in die 1960er Jahre, als überall Musikschulen gegründet wurden, waren es die lokalen Blasmusikvereine, die Kindern und Jugendlichen das Erlernen eines Musikinstruments ermöglichten.
Das nächste Eidgenössische Musikfest soll 2021 in Interlaken stattfinden.